# Muhlenbergia caxamarcensis
Muhlenbergia caxamarcensis är en gräsart som beskrevs av Simon Laegaard och Sánchez Vega. Muhlenbergia caxamarcensis ingår i släktet muhlygräs, och familjen gräs. Inga underarter finns listade i Catalogue of Life.